# Піщівська волость
Піщівська волость — історична адміністративно-територіальна одиниця Новоград-Волинського повіту Волинської губернії Російської імперії. Волосний центр — село Піщів.
З 1921 року входила до складу Новоград-Волинського повіту. Тоді ж до складу волості увійшло село Шитня колишньої Корецької волості, внаслідок входження останньої до складу Польщі. 
Станом на 1885 рік складалася з 19 поселень, 18 сільських громад. Населення — 7820 осіб (3974 чоловічої статі та 3846 — жіночої), 1169 дворових господарств.
|                     | Площа, десятин | У тому числі орної, дес. |
| ------------------- | -------------- | ------------------------ |
| Сільських громад    | 10210          | 7617                     |
| Приватної власності | 5602           | 2694                     |
| Казенної власності  | —              | —                        |
| Іншої власності     | 448            | 327                      |
| Загалом             | 16240          | 10638                    |

Основні поселення волості:
- Піщів — колишнє власницьке село, при струмку, 619 осіб, 111 дворів, волосне управління (повітове місто —20 верст); православна церква, школа, постоялий  будинок, казна, вітряний млин.
- Велика Деражня — колишнє власницьке село, 190 осіб, 25 дворів,  школа, постоялий будинок, водяний та вітряний млини.
- Груд — колишнє власницьке село, 285 осіб, 57 дворів, школа, постоялий будинок, 2 вітряних млини.
- Дуплинки — колишнє власницьке село, при струмках, 313 осіб, 59 дворів, школа, постоялий будинок, вітряний млин.
- Дідовичі — колишнє власницьке село, 445 осіб, 80 дворів, православна церква, школа, постоялий будинок.
- Жеребилівка — колишнє власницьке село, при струмках, 387 осіб, 30 дворів, школа, пам'ятник звільненим селянам у 1861 р., казна, 2вітряних млини.
- Зв'ягельські Пилиповичі — колишнє власницьке село, при струмку Церем, 305 осіб, 50 дворів, православна церква, костел, католицька каплиця, школа, постоялий будинок, казна, 2 водяних млини, костопальний завод.
- Кобиллє — колишнє власницьке село, при струмку, 706 осіб, 138 дворів, православна церква, школа, постоялий будинок.
- Корецькі Пилиповичі — колишнє власницьке село, при струмку Церем, 259 осіб, 53 дворів, школа, постоялий будинок, водяний млин.
- Крайня Деражня — колишнє власницьке село, при струмку, 227 осіб, 31 двір, школа, постоялий будинок, вітряний млин.
- Мужиловичі — колишнє власницьке село, при струмку Курчик, 334 особи, 63 дворів, школа, постоялий будинок, водяний млин.
- Осичний Молодьків — колишнє власницьке село, 456 осіб, 90 дворів, школа, постоялий будинок, казна.
- Полчини — колишнє власницьке село, при струмку Згару, 366 осіб, 60 дворів, православна церква, школа, постоялий будинок, казна, цегляний завод.
- Середня Деражня — колишнє власницьке село, при струмку, 256 осіб, 34 дворів, православна церква, школа, постоялий будинок.
- Сторожів — колишнє власницьке село, при струмку Курчик, 596 осіб, 81 двір, православна церква, постоялий будинок, 2 казни, 3 водяних млини, лісопильний і вінокурний заводи.
- Тожир — колишнє власницьке село, 353 особи, 70 дворів, православна церква.